# Jens Juels Gade
Jens Juels Gade er en gade i Kartoffelrækkerne i København, der er opkaldt efter maleren Jens Juel (1745–1802). Gaden strækker sig over cirka 180 meter fra Øster Farimagsgade til Øster Søgade.
Boligerne i gaden er i lighed med de øvrige gader i Kartoffelrækkerne alle byggeforeningshuse, som er opført af Arbejdernes Byggeforening 1873-1889.
Blandt gadens kendte beboere var fra 1997 til sin død i 2025 tidligere overborgmester og minister Ritt Bjerregaard og hendes mand, Søren Mørch.